# 극동대학교
극동대학교(極東大學校, Far East University)는 대한민국 충청북도 음성군에 위치한 사립 대학이다.

## 연혁
1997년 12월 5일, 류택희에 의하여 설립된 학교법인 극동학원(현 학교법인 일현학원)에 의하여 극동대학교가 설립되었다. 이듬해 3월 7일 개교하였다.
한편, 2015년 실시된 대학구조개혁평가에서 D- 등급을 받은 이력이 있다. 다만, 2016년 실시된 같은 평가에서 일부 제한 사항이 완화되었고, 2017년 평가에서 완전히 제한 조치가 해제되었다. 2018년 실시된 대학기본역량진단에서 역량강화대학에 선정된 바 있다.

## 교육편제
극동대학교는 학부와 대학원 과정이 모두 편제되어, 학부는 6개 대학에 31개 전공, 대학원의 경우 일반 1개원과 특수 2개원으로 구성된다.

### 학부
극동대학교의 학부 과정은 2023년 기준으로 인재개발대학, 호텔관광대학, 항공대학, 과학기술대학, 의료보건과학대학, 미디어예술대학 등 6대학, 1학부, 29학과, 2전공이 설치되어 있다.

### 대학원
극동대학교 대학원은 일반 1개원, 특수 2개원으로 구성되어 있다. 일반대학원은 석사 과정 7과정, 박사 과정 9과정을 제공하고 있다. 특수대학원으로 교육대학원과 글로벌대학원이 설치되어 있다.

## 사건과 비판

### 설립자 회계 횡령 사건
2012년 7월, 극동대학교 등의 설립자로 알려진 류택희가 자신이 설립자로 있는 극동대학교, 강동대학교, 과천여자고등학교, 과천외국어고등학교 등 4개교의 회계 중 횡령 혹은 배임으로 약 213억원의 이익을 챙겨 기소되었다. 이 이익은 당사자와 일가족의 토지 구입 등의 목적으로 사용되었으며, 당시 총장직을 수행하던 자녀 류기일 역시 연루되어 있는 것으로 알려졌다. 이후 징역 등 실형이 선고된 것으로 알려졌다.

## 캠퍼스 풍경
극동대학교는 충청북도 소재 사립 대학으로, 감곡면에 그 캠퍼스가 위치한다. 약 15동의 건축물이 위치해 있다.
캠퍼스 서측에 인접한 대학길을 통해 진입이 가능하며, 서북측 정문 방면 도로와 서남측 후문 방면 도로 양방향으로 연결되어 있는 것이 특징이다. 대학길을 통하여 북측으로 강동대학교 캠퍼스와 접하고 있다.

## 같이 보기
- 대한민국의 교육